# Musée anatomique de Bâle
Le musée anatomique de Bâle, appelé en allemand Anatomisches Museum Basel, est un musée consacré à l'anatomie et situé dans la ville suisse de Bâle.

## Histoire
Le premier musée anatomique de Bâle fut fondé en 1824 par Karl Gustav Jung pour servir de support à son enseignement à l'université de Bâle. Il apporta près de 3 000 éléments à la collection originelle composée de trois squelettes humains (une femme, un homme et un enfant) et un squelette de singe et située dans l'institut pathologique. En 1885, une nouvelle salle anatomique est ouverte dans le Vesalianum pour accueillir différents objets venant de l'institut de zoologie. Les deux collections sont finalement regroupées en 1921 dans le musée actuel qui sera agrandi en 1994.
Le musée, qui dépend toujours de l'université de Bâle, est inscrit comme bien culturel suisse d'importance nationale.

## Collections
Les collections du musée sont principalement des préparations qui présentent les différentes structures du corps humain et l'évolution embryonnaire. Plusieurs pièces historiques sont également présentées, dont en particulier un squelette préparé en 1543 à Bâle par André Vésale, plus ancienne préparation anatomique du monde. Différentes expositions temporaires viennent compléter cette exposition permanente.